# رومانو پونتنر
رومانو پونتنر  (آلمانی: Romano Püntener؛ ۲۶ فوریهٔ ۲۰۰۴) یک دوچرخه‌سوار کوهستان اهل لیختن‌اشتاین است. او توانست در رشته دوچرخه‌سواری در بازی‌های المپیک ۲۰۲۴ به رقابت بپردازد و در جایگاه ۲۸ ام کار خود را به پایان برساند. پونتنر تنها ورزشکار و پرچمدار لیختن‌اشتاین در مراسم افتتاحیه بود.
همچنین در رأی‌گیری ورزشکار سال لیختن‌اشتاین در سال ۲۰۲۲، پونتنر این عنوان را کسب کرد.

## نتایج مسابقات
از سال ۲۰۲۰ تاکنون، پونتنر توانسته‌است در تمامی مسابقات کشوری به مقام قهرمانی برسد.
۲۰۲۰
اول  کراس کانتری، مسابقات قهرمانی کشور
۲۰۲۱
اول  کراس کانتری، مسابقات قهرمانی کشور
۲۰۲۲
اول  کراس کانتری، مسابقات قهرمانی کشور
۲۰۲۳
اول  کراس کانتری، مسابقات قهرمانی کشور